# Peter Steele
Peter Steele, pseudoniem van Peter Thomas Ratajczyk (New York, 4 januari 1962 – 14 april 2010), was een Amerikaans zanger en songschrijver. Hij werd vooral bekend als zanger, bassist en componist van de gothic metal-band Type O Negative. Daarvoor speelde hij al voor Fallout en Carnivore.
Steele werd geboren in Brooklyn. Zijn voorouders waren van Poolse, IJslandse en Russische komaf. Steele stond bekend om zijn grote gestalte, zware stem, een vampier-effect verkregen door zijn hoektanden bij te slijpen, en een donker, vaak zelfspottend gevoel voor humor.
Steele leed aan podiumvrees, vertelde in 2003 bipolair te zijn, en leed aan een klinische depressie; iets waarvoor hij regelmatig psychiatrische hulp kreeg. In 2005 doken geruchten op dat Steele overleden zou zijn nadat op de website van Type O Negative een poster te zien was van een grafsteen met Steele’s naam en de data 1962-2005. Dit was in werkelijkheid een publiciteitsstunt gerelateerd aan hun nieuwe contract met SPV Records. Steele was rond deze tijd lange tijd afwezig uit de band. Op de dvd Symphony for the Devil werd het een en ander opgehelderd. Zo bleek dat Steele een tijdje in de gevangenis had gezeten en het Kings County Hospital vanwege zijn zware drugsgebruik.
In 1995 stond Steele als naaktmodel in de Playgirl. Nadat zijn mede-bandlid Kenny Hickey hem vertelde dat slechts 23% van de lezers van dit blad uit vrouwen bestond, kreeg Steele spijt van zijn beslissing. Hij refereert hier aan in zijn lied I Like Goils.
Steele was het grootste deel van zijn leven atheïst, maar gaf in april 2007 toe zich te willen bekeren tot de Rooms-Katholieke Kerk. Hij deed dit volgens een interview met het tijdschrift Decibel omdat hij zich bewust was geworden van zijn eigen sterfelijkheid.
Steele stierf op 14 april 2010 op 48-jarige leeftijd, vermoedelijk aan hartfalen. Hij ligt begraven op Saint Charles Cemetery op Farmingdale.